# Bruno Varet
 (avril 2009).
Si vous disposez d'ouvrages ou d'articles de référence ou si vous connaissez des sites web de qualité traitant du thème abordé ici, merci de compléter l'article en donnant les références utiles à sa vérifiabilité et en les liant à la section « Notes et références ».
 (août 2021).
La mise en forme du texte ne suit pas les recommandations de Wikipédia : il faut le « wikifier ».
Les points d'amélioration suivants sont les cas les plus fréquents. Le détail des points à revoir est peut-être précisé sur la page de discussion.
- Les titres sont pré-formatés par le logiciel. Ils ne sont ni en capitales, ni en gras.
- Le texte ne doit pas être écrit en capitales (les noms de famille non plus), ni en gras, ni en italique, ni en « petit »…
- Le gras n'est utilisé que pour surligner le titre de l'article dans l'introduction, une seule fois.
- L'italique est rarement utilisé : mots en langue étrangère, titres d'œuvres, noms de bateaux, etc.
- Les citations ne sont pas en italique mais en corps de texte normal. Elles sont entourées par des guillemets français : « et ».
- Les listes à puces sont à éviter, des paragraphes rédigés étant largement préférés. Les tableaux sont à réserver à la présentation de données structurées (résultats, etc.).
- Les appels de note de bas de page (petits chiffres en exposant, introduits par l'outil «  Source ») sont à placer entre la fin de phrase et le point final[comme ça].
- Les liens internes (vers d'autres articles de Wikipédia) sont à choisir avec parcimonie. Créez des liens vers des articles approfondissant le sujet. Les termes génériques sans rapport avec le sujet sont à éviter, ainsi que les répétitions de liens vers un même terme.
- Les liens externes sont à placer uniquement dans une section « Liens externes », à la fin de l'article. Ces liens sont à choisir avec parcimonie suivant les règles définies. Si un lien sert de source à l'article, son insertion dans le texte est à faire par les notes de bas de page.
- La présentation des références doit suivre les conventions bibliographiques. Il est recommandé d'utiliser les modèles {{Ouvrage}}, {{Chapitre}}, {{Article}}, {{Lien web}} et/ou {{Bibliographie}}. Le mode d'édition visuel peut mettre en forme automatiquement les références.
- Insérer une infobox (cadre d'informations à droite) n'est pas obligatoire pour parachever la mise en page.

Pour une aide détaillée, merci de consulter Aide:Wikification.
Si vous pensez que ces points ont été résolus, vous pouvez retirer ce bandeau et améliorer la mise en forme d'un autre article.
Bruno Varet est un médecin hématologue français, né le 10 décembre 1942. Il est médecin de l'hôpital Necker-Enfants malades et professeur des Universités de l'université Paris Descartes (PU-PH).

## Biographie
Bruno Varet a fait ses études au lycée de Sèvres. Après SPCN à la Faculté des sciences de Paris, il a suivi les études de médecine à Paris. Parallèlement, il est nommé à l'externat des Hôpitaux de Paris en 1961, puis à l'Internat en 1964.
Il s'initie à la recherche à l'Institut des Maladies du Sang du Pr Jean Bernard à l'hôpital Saint-Louis sous la direction du Pr Jean-Paul Levy à partir de 1966. Il soutient sa thèse de médecine en 1969 et obtient le DERBH mention immunologie en 1971. 
Chef de clinique-Assistant (CCA) au CHU Henri-Mondor de Créteil de 1969 à 1971, il poursuit sa carrière au CHU Cochin Université Paris V (renommée ensuite Paris Descartes) dans le service d'Hématologie dirigé par le Pr Jean-Paul Levy où il sera successivement assistant hospitalo-universitaire (AHU), chef de travaux en 1974 et professeur agrégé en 1976, puis professeur des universités et praticien (PU-PH). 
En 1992, il prend la responsabilité d'un nouveau service d'hématologie clinique créé à l'Hôpital Necker. De 2009 à 2012 il est PU-PH consultant dans ce service  et Professeur des universités à la Faculté de Médecine Paris Descartes). De 2012 à 2021 il a été professeur émérite de cette université.

### Cabinet de Claude Évin
Bruno Varet a été conseiller technique dans le cabinet de Claude Évin, ministre de la solidarité, de la santé et de la protection sociale de mai 1988 à mai 1991 chargé des hôpitaux universitaires, de la recherche, de l'évaluation et du SIDA. (gouvernements de Michel Rocard 1 et 2).

### Université Paris Descartes
Bruno Varet a été de 2004 à 2012 vice-président du conseil scientifique de l'Université Paris Descartes. 
Il a été administrateur provisoire du 11 juillet 2007 au 4 janvier 2008. Il a organisé la préparation de l'université à l'application de la loi LRU (rédaction et vote des nouveaux statuts, organisation des élections aux trois conseils...). Il a assuré cette charge jusqu'à la prise de fonctions du nouveau président, Axel Kahn.

#### Conseil National des Universités (C.N.U.)
Président de la sous-section 4701 (hématologie;transfusion) de 1998  à 2009.

#### Agence Nationale de Recherche (A.N.R)
De septembre 2015 à septembre 2019, il est responsable de l'action "Recherche Hospitalo-Universitaire en santé" (R.H.U) dans le cadre du "Programme Investissements d'Avenir ("P.I.A.").

## Décorations
- Officier de la Légion d'honneur (2013)[1]

## Publications
Il est l'auteur de 276 publications internationales indexées.

### Ouvrages
- Hématologie (624 pages, Flammarion Médecine-Sciences; 1er octobre 2003)  (ISBN 2257121473)
- Maladies et grands syndromes : Partie 2 du programme de DCEM2-DCEM4 (287 pages, Masson (7 septembre 2006)  (ISBN 2294019245)
- Profession : chef de service par Claude Labram et Bruno Varet (157 pages, Berger-Levrault, 19 juillet 2005).  (ISBN 2701311357)
- Le livre de l'interne en Hématologie (FLAMMARION 3e édition 2012)
- Abrégé d'Hématologie avec J.P. Levy, J.P.Clauvel, F. Lefrère, M.C. Guillin, A. Bezeaud (dernière réédition Masson 2011)